# Borovnica
Borovnica je naselje, ki ima več kot 2.700 prebivalcev, kar je več kot polovica prebivalstva občine Borovnica, katere središče je.
Borovnica leži na jugozahodnem robu, pravzaprav kotu Ljubljanskega barja, tam kjer prehaja široka dolina potoka Borovniščica v barjansko ravnino. Z rednimi avtobusnimi linijami je ob delavnikih večkrat dnevno povezana z Vrhniko, dvakrat dnevno pa tudi z Ljubljano. Z Ljubljano je Borovnica tudi redno povezana z železniškimi linijami. Kraj se nasploh zaradi ugodne lege in železniške proge Ljubljana–Trst/Reka/Koper hitro razvija. Nekdaj se je nad Borovnico vzpenjal tedaj največji zidani železniški viadukt v Evropi, Borovniški viadukt, ki pa je bil porušen med drugo svetovno vojno. Ostanek enega stebra še danes stoji sredi naselja. Od nekdanje železniške infrastrukture je ohranjena med drugim tudi stavba nekdanje železniške postaje, ki je danes stanovanjski objekt.
Tik za naseljem se pričenja kraška pokrajina. Borovnica je izhodišče za izlete na Rakitno in v divjo sotesko Pekel. Na ogled je na voljo tudi Jelenja jama.